# Ринкевич, Иван Михайлович
Иван Михайлович Ринкевич (29 августа 1854 года, Витебская губерния — 18 сентября 1906 года, Асхабад) — генерал-майор, участник русско-турецкой войны, помощник военного прокурора Московского военного окружного суда, военного следователя Твери, военного судьи Туркестанского военно-окружного суда, военный прокурор Туркестанского военного округа.

## Биография
Из дворян Витебской губернии, по окончании курса во 2-м Константиновском военном училище, 10 августа 1876 года был выпущен подпоручиком в лейб-гвардии Кексгольмский гренадерский Императора Австрийского полк, участвовал в Русско-турецкой войне 1877—1878 годов, был во многих боях.
Окончив в 1883 году военно-юридическую академию, занимал последовательно должность помощника военного прокурора Московского военного окружного суда, военного следователя Твери, военного судьи Туркестанского военно-окружного суда; на должность военного прокурора того же суда был назначен 6 марта 1906 года.
В 1906 году в Туркестанском округе возникли беспорядки. Но они были подавлены, все участники преданы суду и дело это было назначено к слушанию в выездную сессию Туркестанского военно-окружного суда в Асхабаде, где существовала и действовала центральная революционная военная организация.
Генерал Ринкевич, считая проведение дела об этих беспорядках в войсках своей обязанностью, невзирая на просьбы своей семьи не ехать самому в Асхабад, не поручил это ответственное дело никому из своих подчинённых и поехал туда сам. 15 сентября Ринкевич получил письмо от своей жены и дочери, которые в то время ехали в Петербург, с просьбою быть осторожней, так как один из ехавших с ними пассажиров, не зная их, сказал, что на прокурора в случае строгого приговора готовится покушение.
Дело шло при открытых дверях и зал заседания был переполнен разной публикой: военное начальство, чины гражданского судебного ведомства, представители адвокатуры. Первые два заседания 16 и 17-го сентября прошли спокойно и гладко.
18 сентября после обеда заседание возобновилось, в пятом часу вечера в зал заседания вошёл молодой человек, прошедший в первый ряд стульев и севший сзади генерала Ринкевича. Затем он достал браунинг и в упор выстрелил в левый бок генерала. Генерал Ринкевич вскочил, сделал шаг и упал на пол, скончавшись на месте.